# Rivage
Rivage is een plaats in het zuidwesten van de gemeente Sprimont. Rivage ligt aan de rivier de Ourthe in de Belgische provincie Luik.
Het station Rivage bevindt zich nabij de splitsing van de spoorlijnen 43 en 42.
Tegenover het station is herberg Rivage met de bijbehorende camping "au bord de L'Ourthe".
Deelgemeenten: Dolembreux · Gomzé-Andoumont · Louveigné · Rouvreux · Sprimont

Overige kernen: Andoumont · Damré · Florzé · Gomzé · Lincé · Ogné · Presseux · Rivage

Belgische gemeenten · arrondissement Verviers · provincie Luik · Wallonië